# Sarach Yooyen
Sarach Yooyen (in thailandese สารัช อยู่เย็น; Samut Prakan, 30 maggio 1992) è un calciatore thailandese, centrocampista del BG Pathum Utd e della nazionale thailandese.

## Carriera

### Club
Ha giocato nella prima divisione thailandese.

### Nazionale
Ha giocato nelle nazionali giovanili thailandesi Under-17, Under-19 ed Under-23.
Nel 2013 ha esordito nella nazionale maggiore thailandese, con la quale nel 2023 ha anche partecipato alla Coppa d'Asia.

## Palmarès

### Club

#### Competizioni nazionali
- Thai League Cup: 2

Muangthong Utd: 2016, 2017
- Campionato thailandese: 3

Muangthong Utd: 2010, 2016
BG Pathum Utd: 2020-2021